# Roseville (Kalifornia)
Roseville – miasto w Stanach Zjednoczonych, w stanie Kalifornia, w hrabstwie Placer. Około 118 788 mieszkańców (2010). Jest częścią obszaru metropolitalnego miasta Sacramento liczącego około 2,1 mln mieszkańców (2007).